# Callan McAuliffe

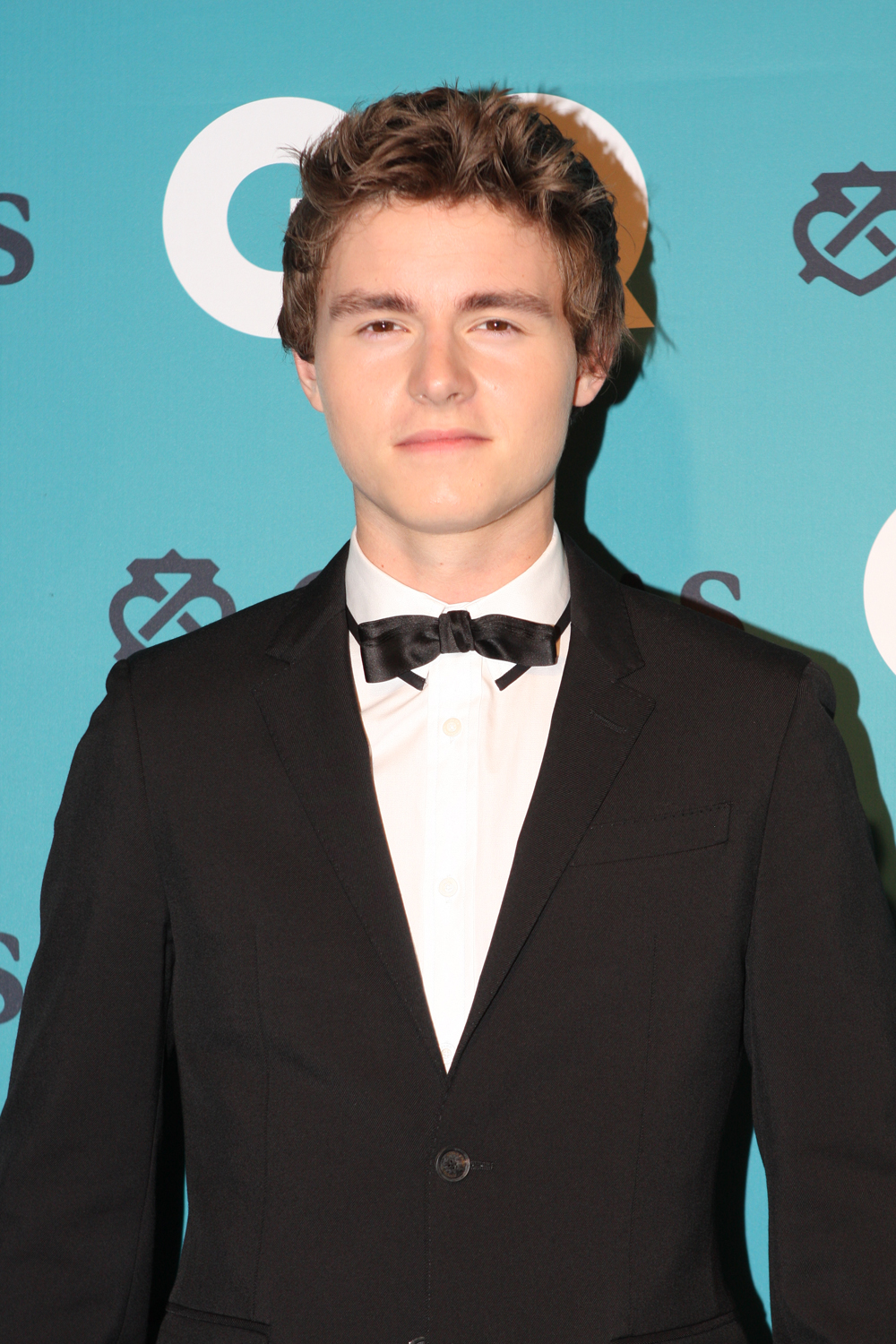
Callan McAuliffe (2012).

Callan Ryan Claude McAuliffe, född 24 januari 1995 i Sydney, är en australisk skådespelare. 
Han är bland annat känd för sin roll som Bryce Loski i filmen Flipped och Sam Goode i filmen I Am Number Four. Han spelade Gatsby som ung i filmen Den store Gatsby från 2013. Han har tidigare medverkat i australiska serier som Blue Water High och Packed to the Rafters.